# Chalcoela
Chalcoela és un gènere d'arnes de la família Crambidae.

## Taxonomia
- Chalcoela iphitalis (Walker, 1859)
- Chalcoela pegasalis (Walker, 1859)